# Jim Wynorski
Jim Wynorski (n. 14 august 1950, New York City, New York, SUA) este un scenarist, regizor și producător american. Wynorski a regizat filme B și filme de exploatare de la începutul anilor 1980 și a regizat peste 150 de lungmetraje.

## Filmografie
- Forbidden World (1982) - scenarist
- Sorceress (1982) - scenarist
- Screwballs (1983) - scenarist
- The Lost Empire (1984) - regizor, scenarist, producător
- Loose Screws (1985) a.k.a. Screwballs II - scenarist
- Chopping Mall (1986) - regizor, scenarist
- Deathstalker II (1987) - regizor, scenarist
- Big Bad Mama II (1987) - regizor, scenarist
- Not of This Earth (1988) - regizor, scenarist, producător
- The Return of Swamp Thing (1989) - regizor
- Think Big (1989) - poveste
- Transylvania Twist (1989) - regizor, scenarist
- The Haunting of Morella (1990) - regizor, scenarist (nemenționat)
- Sorority House Massacre II  (1990) - regizor (ca "Arch Stanton")
- Hard to Die (1990) - regizor (ca "Arch Stanton"), producător
- Beastmaster 2: Through the Portal of Time (1991) - scenarist
- 976-Evil 2: The Astral Factor  (1991) - regizor
- Scream Queen Hot Tub Party (1991) - regizor, scenarist, producător (ca "Arch Stanton")
- Munchie (1992) - regizor, scenarist
- Final Embrace (1992) - scenarist
- House IV (1992) - poveste
- Sins of Desire (1993) - regizor, poveste
- Little Miss Millions (1993) a.k.a. Home for Christmas - regizor, scenarist
- Dark Universe (1993) - co executive producător
- Biohazard: The Alien Force (1994) - executive producător
- Munchie Strikes Back (1994) - regizor, scenarist
- Dinosaur Island (1994) - regizor, producător
- Point of Seduction: Body Chemistry III (1994) - regizor
- Ghoulies IV (1994) - regizor
- The Skateboard Kid 2 (1995) - executive producător
- Sorceress (1995) - regizor
- Victim of Desire (1995) - regizor
- Midnight Tease II (1995) - executive producător
- Bikini Drive-In (1995) - executive producător
- Body Chemistry IV: Full Exposure (1995) - regizor
- The Wasp Woman (1995) - regizor
- Hard Bounty (1995) - regizor, producător
- Virtual Desire (1995) - regizor, producător
- Demolition High (1996) - regizor
- Friend of the Family II (1996) - producător
- The Assault (1996) - regizor, producător
- Fugitive Rage (1996) - scenarist
- Vampirella (1996) - regizor, producător
- Hybrid (1997) - producător
- Vice Girls (1997) - producător
- Sorceress II: The Temptress (1997) - executive producător
- Demolition University (1997) - producător
- Against the Law (1997) - regizor
- The Pandora Project (1998) - regizor, scenarist
- Storm Trooper (1998) - regizor
- Desert Thunder (1999) - regizor, producător
- Stealth Fighter (1999) - regizor (ca Jay Andrews), producător
- Final Voyage (1999) - regizor (ca Jay Andrews), producător, scenarist (ca Noble Henry)
- The Escort III (1999) - regizor (ca Tom Popatopolous)
- Sonic Impact (1999) - producător
- Storm Catcher (1999) - producător
- Active Stealth (1999) - producător
- Fugitive Mind (1999) - executive producător
- Agent Red (2000) - regizor (nemenționat , refilmări), producător
- Rangers (2000) - regizor, producător
- The Bare Wench Project (2000) - regizor, scenarist, producător
- Extreme Limits (2000) a.k.a. Crash Point Zero - regizor
- Jill Rips (2000) - producător
- Intrepid (2000) - producător
- Submerged (2000) - producător
- Ablaze (2001) - regizor
- Kept (2001) - producător
- Air Rage (2001) - producător
- Thy Neighbor's Wife (2001) a.k.a. Poison - regizor, poveste
- The Bare Wench Project 2: Scared Topless (2001) - regizor, scenarist, producător
- Raptor (2001) - regizor, scenarist
- Critical Mass (2001) - producător
- Venomous (2001) - producător
- Gale Force (2002) - regizor, producător
- Wolfhound (2002) - regizor (câteva scene, nemenționat)
- The Bare Wench Project 3: Nymphs of Mystery Mountain (2002) - regizor, scenarist, producător
- Lost Treasure (2003) - regizor
- Bare Wench Project: Uncensored (2003) - regizor
- Bad Bizness (2003) - regizor
- Treasure Hunt (2003) - regizor, scenarist
- Project Viper (2002) - regizor
- Cheerleader Massacre (2003) - regizor
- The Thing Below (2004) - regizor, producător
- Curse of the Komodo (2004) - regizor
- Gargoyle: Wings of Darkness (2004) - regizor, scenarist, producător
- Blue Demon (2004) - producător
- Deep Evil (2004) - producător
- Alabama Jones and the Busty Crusade (2005) - regizor
- Lust Connection (2005) - regizor, scenarist, producător
- Crash Landing (2005) - regizor, scenarist
- Busty Cops (2005) - regizor, producător
- Sub Zero (2005) - regizor
- The Witches of Breastwick (2005) - regizor, scenarist, producător
- The Witches of Breastwick 2 (2005) - regizor, producător
- Komodo vs. Cobra (2005) - regizor, scenarist
- Bare Wench: The Final Chapter (2005) - regizor, scenarist, producător
- Busty Cops 2 (2006) - regizor
- A.I. Assault (2006) - regizor, scenarist
- The Da Vinci Coed (2007) - regizor, scenarist, producător
- Cry of the Winged Serpent (2007) - regizor
- The Breastford Wives (2007) - regizor, scenarist
- House on Hooter Hill (2007) - regizor, scenarist
- Bone Eater (2008) - regizor, scenarist
- The Lusty Busty Babe-a-que (2008) - regizor
- The Devil Wears Nada (2009) - regizor, scenarist
- Cleavagefield (2009) - regizor, producător
- Strip for Action (2009) - regizor (nemenționat)
- Vampire in Vegas (2009) - regizor
- Fire from Below (2009) - regizor, scenarist, producător
- Lost in the Woods (2009) - regizor, producător
- Para-Knockers Activity (2009) - regizor
- Dinocroc vs. Supergator (2010) - regizor, scenarist[5]
- Monster Cruise (2010) - regizor, scenarist
- The Hills Have Thighs (2010) - regizor, scenarist (ca Salvadore Ross)
- Busty Cops and the Jewel of Denial (2010) - regizor, scenarist (Harold Blueberry)
- Busty Cops Go Hawaiian (2010) - regizor, scenarist (Harold Blueberry)
- Camel Spiders (2011) - regizor, scenarist, producător (ca Jay Andrews)
- Busty Coeds vs. Lusty Cheerleaders (2010) - regizor (ca Sam Pepperman)
- Piranhaconda (2012) - regizor
- Gila! (2012) - regizor
- Sexy Wives Sindrome (2013) - regizor, scenarist
- Pleasure Spa (2013) - regizor
- Hypnotika (2013) - regizor
- Lucky Bastard (2014) - producător
- Sexipede! (2014) - regizor (ca Sam Pepperman), scenarist
- Sexually Bugged! (2014) - regizor
- Water Wars (2014) - regizor
- Shark Babes (2015) - regizor
- Sharkansas Women's Prison Massacre (2015) - regizor, scenarist
- Scared Topless (2015) - regizor, scenarist
- Nessie & Me (2016) - regizor, scenarist
- A Doggone Christmas (2016) - regizor, scenarist
- Legend of the Naked Ghost (2017) - regizor, scenarist
- A Doggone Hollywood (2017) - regizor, scenarist
- CobraGator (2018) - regizor